# Commune-de-Paris-Bataillon

Flagge der Interbrigaden

Das Commune-de-Paris-Bataillon war ein weitgehend französisch-belgisches Bataillon der Internationalen Brigaden im Spanischen Bürgerkrieg. In dem Commune-de-Paris-Bataillon dienten auch einige englische und nordamerikanische Kompanien. Der Name ist eine Hommage an die französische revolutionäre Regierung der Pariser Kommune von 1871.

## Geschichte

### Die ersten kommunistischen französischen Milizionäre
Die ersten französischen Freiwilligen kamen in den ersten Monaten des Spanischen Bürgerkrieges unorganisiert über die Pyrenäen nach Barcelona. Vornehmlich kämpften sie an der Aragon-Front.
Einige dieser Freiwilligen reihten sich in die internationale Centuria der katalanischen Partei PSUC ein. Die ersten fünfzehn Franzosen, die sich einreihten, kamen nach dem 3. August 1936 in Barcelona an. Sie bildeten mit weiteren internationalen Freiwilligen den Keim der späteren kommunistischen internationalen Centurien, wie zum Beispiel der Centuria Thälmann und der Centuria Giustizia e Libertà.
Des Weiteren formierte sich in Madrid eine internationale Milizeinheit innerhalb des Fünften Regimentes mit dem Namen Commune de Paris. Bekannte Organisatoren des kommunistischen Fünften Regimentes waren die Italiener Vittorio Vidali und Luigi Longo sowie der französische Oberst Vincent. Kommandeur einer Sparte mit der internationalen Milizeinheit Commune de Paris wurde Enrique Líster.

### Centuria Commune de Paris
Am 11. September 1936 kämpfte die internationale Centuria Commune de Paris etwa 60 Kilometer nördlich von Madrid in der Sierra de Gredos bei La Granja de San Ildefonso mit der italienischen Centuria Gastone Sozzi sowie der Centuria Giustizia e Libertà. Kommandant der Centuria Commune de Paris war der frühere französische Offiziere Jules Dumont. Am 25. Oktober wurde die Centuria Commune de Paris wegen hoher Verluste mit der Centuria Dąbrowski vereinigt.

### Commune-de-Paris-Bataillon
Nach dem Beschluss der spanischen Volksregierung wurden die Milizeinheiten zu Bataillonen umorganisiert. Ab dem 25. Oktober gehörte das Commune-de-Paris-Bataillon neben dem Garibaldi-Bataillon, dem Dąbrowski-Bataillon, dem Thälmann-Bataillon, dem späteren Edgar-André-Bataillon und einer Artilleriebatterie zur IX. Brigada Móvil de Choque. Am 1. November 1936 erfolgte des Weiteren die Umgruppierung der IX. Brigada Móvil zur XI. Internationale Brigade. Am 6. Januar erhielt das Commune-de-Paris-Bataillon mit dem Thälmann-Bataillon den Befehl, Stellungen bei Las Rozas de Madrid zu halten. Aufgrund der Aufreibung des Thälmann-Bataillons beorderte José Miaja die XIII. Brigade Enrique Lísters von der Madrider Südfront und die XIV. Internationale Brigade von der Córdobafront.

### XI. Internationale Brigade
In Albacete, dem zentralen Stützpunkt und Ausbildungslager der Internationalen Brigaden, erfolgte Ende Oktober die Neuformierung des Commune-de-Paris-Bataillons. Es erhielt die Bezeichnung No 2. Am 4. November 1936 wurden die in Albacete aufgestellten Bataillone, das Commune-de-Paris-Bataillon, das Edgar-André-Bataillon und das Dąbrowski-Bataillon und mit einer britischen Maschinengewehr-Kompanie zur Madrider Front beordert. Der Kommandeur der Brigade war Manfred Stern, besser bekannt als General Emilio Kléber. Der Generalinspekteur der Brigade Thälmann war André Marty. Der Kommandant des Commune-de-Paris-Bataillon war Jules Dumont. Am späten Abend des 8. November erreichte die Brigade mit 1.900 Mann Madrid.

### Schlacht um Madrid

#### Casa de Campo
Am 8. November 1936, auf dem Höhepunkt der Kämpfe um Madrid zogen die drei Bataillone mit einer Parade über die Gran Vía zur Front mit Rufen „Hoch lebe Russland“. Am Abend bezog das Commune-de-Paris-Bataillon mit dem Edgar-André-Bataillon Stellungen im Casa de Campo. Francophone Frontkämpfer, die die Kämpfe am Tajo überlebt hatten, wurden in das Bataillon eingegliedert. Am folgenden Tag, dem 9. November, zog General Emilio Kléber die XI. Internationalen Brigade im Casa de Campo zusammen und befahl einen Angriff in den Abendstunden. Der Angriff zog sich bis in den Morgen des 10. November hinein. Als die Kämpfe abflauten, waren die nationalen Truppen aus ihren Stellungen gedrängt worden, die geplante schnelle Eroberung Madrids war gescheitert, und die XI. Internationale Brigade hatte ein Drittel ihrer Soldaten verloren.

#### Umgruppierung der XI. Internationalen Brigade
Nach einer von der Comandancia (Brigadeführung) aufgestellten Liste war das Commune-de-Paris-Bataillon bis zum 3. Dezember 1936 Teil der XI. Internationalen Brigade. Laut dieser Liste war in der XI. Internationalen Brigade neben dem Commune-de-Paris-Bataillon auch das Edgar-André-Bataillon, das Dąbrowski-Bataillon, das Thälmann-Bataillon, eine französisch-belgische Batterie, eine spanische Batterie, ein Kavallerie-Peloton und eine Panzerabwehrgruppe eingruppiert. Im Zuge der Umgruppierung der Internationalen Brigaden zur Sprachhomogenisierung wurde die XI. Internationalen Brigade neu gruppiert. Am 4. Dezember 1936 ging die Führung der XI. Internationalen Brigade von General Kleber auf Hans Kahle und Ludwig Renn über. Die Brigade hatte nach der Umgruppierung die folgende Zusammensetzung:
I.   Edgar-André-Bataillon

II.  Commune-de-Paris-Bataillon

III. Thälmann-Bataillon

IV.  Asturias-Heredia-Bataillon

#### Boadilla del Monte / Las Rozas
Im Dezember 1936 versuchten die Truppen von Franco die Straße nach A Coruña im Nordosten von Madrid abzuschneiden, um Madrid weiter einzukreisen. Die nationalistische Offensive begann am 3. Dezember und wurde am 13. Dezember intensiviert. Kurz vor der Einnahme von Boadilla del Monte am 14. Dezember wurden die XI. und die XII. Internationale Brigade in den Kampf geworfen. General Kléber sandte das Commune-de-Paris-Bataillon nach Pozuelo de Alarcón und das Edgar-André-Bataillon mit dem Thälmann-Bataillon nach Las Rozas. Nach der Einnahme von Boadilla del Monte und Villanueva de la Cañada beendeten die Nationalisten die Offensive. Am 3. Januar unternahmen die Nationalisten einen neuerlichen Versuch, die Straße von Madrid nach A Coruña zu sperren. Am 4. Januar erreichten die Nationalisten die ersten Häuser des Ortes Las Rozas de Madrid an der Eisenbahnstrecke. Am 5. Januar griffen die Nationalisten erneut an und erreichten die Straße von Madrid nach Coruna, aber den internationalen Brigaden gelang es ihre Stellungen zu halten. Bei diesen Kämpfen wurde das Thälmann-Bataillon aufgerieben.

### Integration von Spaniern in das Commune-de-Paris-Bataillon
Nach Ludwig Renn erfolgte Ende Januar 1937, aufgrund der Verluste der XI. Internationalen Brigade, die Integration von 900 Spaniern in die Brigade. Die Einbindung der Spanier erfolgt dadurch, dass in jede der vier Kompanien der drei internationalen Bataillone, dem Edgar-André-Bataillon, dem Commune-de-Paris-Bataillon und dem Thälmann-Bataillon ein spanischer Zug integriert wurde. Nach der Integration der Spanier bestand die XI. Internationale Brigade mit dem spanischen Asturias-Heredia-Bataillon zur Hälfte aus Spaniern.

### Schlacht am Jarama
Das Bataillon kämpfte des Weiteren im Februar 1937 in der Schlacht am Jarama. Am 17. Februar befahl General Miaja der XI., XII. XIV. und XV. Internationale Brigade einen großen Gegenangriff. Diese vier Internationalen Brigaden hielten die Front von Arganda del Rey bis Morata de Tajuña. Der einzige Erfolg war, dass die nationalistischen Truppen im nördlichen Teil des Kampfgebietes vor Arganda del Rey zurückweichen mussten. Die Internationalen Brigaden erlitten bei diesen Angriffen hohe Verluste.

### Schlacht von Guadalajara
Ab dem 8. März 1937 kämpfte das Commune-de-Paris-Bataillon in der Schlacht von Guadalajara.

### XIV. Internationale Brigade
Am 9. März 1937 erfolgte eine Integration von internationalen Milizionären durch italienische Gastone-Sozzi-Brigadisten. Das Commune-de-Paris-Bataillon hatte damit wieder eine Sollstärke von ca. 1000 Brigadisten. Bis Oktober 1937 erfolgte die Neustrukturierung der XIV. Internationalen Brigade. Der Brigade wurden das spanische Domingo-Germinal-Bataillon, das Henri-Barbusse-Bataillon, das Henri-Vuillemin-Bataillon von der XIII. Internationalen Brigade, das Six-Février-Bataillon der XV. Internationalen Brigade, das neu aufgestellte Pierre-Brachet-Bataillon, das ehemalige La-Marseillaise-Bataillon (Ralph-Fox-Bataillon) und das Commune-de-Paris-Bataillon zugeteilt. Das Commune-de-Paris-Bataillon hatte sechs Kompanien, mit den Namen: Compañía Ametralladoras, Primera Compañía, Segunda Compañía, Tercera Compañía, Columna Británica und Zapadores.
Aufgrund der Nord-Offensive Francos entschlossen sich die Republikaner dazu, eine Entlastungsoffensive bei Segovia (Segovia-Offensive) durchzuführen. Zwischen dem 30. Mai und 4. Juni 1937 versuchten republikanische Einheiten mit der XIV. Internationalen Brigade den Berg Cabeza Grande (1428 m) bei der Stadt Segovia einzunehmen. Die operative Führung bei der Segovia-Offensive hatte General Walter, der Kommandeur der XIV. Internationalen Brigade. Die Republikaner konnten Cruz de la Gallega einnehmen und stießen weiter zum Berg Cabeza Grande vor, um von diesem Berg die Straße nach Segovia unter direkten Artilleriebeschuss nehmen zu können. General Walter befahl der XIV. Internationalen Brigade, durch einen Frontalangriff den Berg Cabeza Grande einzunehmen, der aber in sich zusammenbrach. Bei der Segovia-Offensive führte der Hauptmann Duchesne die Strafkompanie der XIV. Internationalen Brigade mit äußerster Brutalität. Er griff sich willkürlich fünf Brigadisten und schoss sie nacheinander mit der Pistole in den Hinterkopf. Des Weiteren befahl General Walter auf alle zu schießen, die sich zurückzogen. In seinem Bericht, den er nach der Segovia-Offensive nach Moskau schickte, schrieb er: „Die XIV. Internationale Brigade ließ sich im Laufe von fünf Tagen heldenhaft, aber widerstandslos niedermetzeln.“ Nach der Enthebung Walters ordnete Oberst Moriones den Rückzug in die Ausgangsstellungen an. Nach seinen Angaben fielen bei der Segovia-Offensive 3000 Soldaten, darunter befanden sich 1000 Brigadisten der XIV. Internationalen Brigade.
Im Oktober 1937 war das Bataillon an einem Angriff auf Cuesta de la Reina beim Fluss Jarama beteiligt. Der Angriff endete mit einem eklatanten Misserfolg und einer großen Anzahl von Verletzten. In der Nacht des 25. Juli 1938, während der Schlacht am Ebro, war das Commune-de-Paris-Bataillon an einem Ablenkungsmanöver bei Campredó beteiligt, wobei das Bataillon fast gänzlich aufgerieben wurde. Nach der Niederlage bei Campredó wurde das Bataillon mit der XIV. Internationalen Brigade nach einer Ruhephase rekonstituiert. Am 8. September oder 8. Oktober 1938 erfolgte die Eingruppierung in die XII. Internationale Brigade.

### XII. Internationale Brigade
Das Commune-de-Paris-Bataillon wurde rekonstituiert aus den Verwundeten des Bataillons sowie den 180 überlebenden Brigadisten nach der Niederlage bei Campredó. Kommandeur wurde Henri Rol-Tanguy. Ende Juli wurde das Bataillon zum Ebro zurückbeordert, wo es Stellungen bei der Stadt Mora d'Ebre einnahm. Des Weiteren erfolgte die Eingruppierung des Bataillons in die XII. Internationalen Brigade. Bei der Schlacht am Ebro kämpfte die 45. Division zudem beim Berg von Cavalls, östlich von Gandesa, und verteidigte am 15. August mit der 35. Division die Berge von Pàndols.
Am 24. September 1938 musste die Regierung der Spanischen Republik, unter anderem wegen Druckes des Völkerbunds, die internationalen Brigaden auflösen. Das Commune-de-Paris-Bataillon war bis zu diesem Zeitpunkt Teil der XII. Internationalen Brigade (Garibaldi).